# Няня (фільм)
«Няня» — американський психологічний фільм жахів 2022 року, написаний і знятий Нік'яту Джусу, її повнометражний режисерський дебют. У фільмі зіграли Анна Діоп, Мішель Монаган, Сінква Уоллс, Морган Спектор, Роуз Декер і Леслі Уггамс. Джейсон Блум виступає виконавчим продюсером через свій банер Blumhouse Television.
Світова прем’єра «Няні» відбулася на кінофестивалі «Санденс» 22 січня 2022 року, де він отримав Великий приз журі, ставши першим фільмом жахів, який коли-небудь отримав цю нагороду на «Санденсі». 23 листопада 2022 року Amazon Studios випустила обмежений кінотеатральний прокат фільму перед трансляцією на Prime Video 16 грудня 2022 року.

## Сюжет
Айша — нелегальна сенегальська іммігрантка в Нью-Йорку. Роком раніше вона залишила свого шестирічного сина Ламіна на піклування свого двоюрідного брата Маріату в Сенегалі. Вона сподівається заробити достатньо грошей, щоб привезти свого сина та двоюрідного брата як іммігрантів до Сполучених Штатів, щоб жити з нею.
Айшу наймають нянею для Роуз, маленької доньки Емі та Адама Хава, заможної пари з Верхнього Іст-Сайду. Вони з Роуз дуже зближуються, тоді як Емі та Адам відволікаються на свою кар’єру, через що Айша часто змушена затримуватися – або навіть на ніч – коли ніхто з батьків не повертається додому.
Айша привертає увагу Маліка, швейцара багатоквартирного будинку Хавів. Незабаром вони починають стосунки, що було схвалено Кетлін, бабусею Маліка, і Бішопом, його сином, який приблизно такого ж віку, як Ламін. Кетлін і Айшу об’єднує прихована течія магічного сприйняття.
Хави часто необачно платять Айші, що затримує її можливість оплатити авіаквитки для Ламіна та Маріату. Їй починають снитися сни про потоплення, а також бачення Ламіна наяву.
Емі залишає сім'ю без попередження, залишаючи Айшу залишатися на весь робочий день, поки Адам намагається залагодити справи. Одного вечора наодинці з Роуз Айша починає бачити видіння, і Роуз, здається, зникає з квартири. Коли вона чує голоси, вона хапає ніж з кухні та перевіряє ванну кімнату, де її таємничим чином затягує в повну ванну та ледь не тоне. Вона раптом розуміє, що Роуз у ванні купається. Вона просить вибачення у Роуз за те, що налякала її ножем, на що Роуз відповідає, що це Ламін спричинив бачення, оскільки він ревнує до уваги Айші до Роуз.
Айша нарешті збирає гроші на авіаквитки. Маріату приїжджає одна, кажучи, що під час довгого очікування авіаквитка Ламін потонув в океані під час відвідування пляжу. Малік забирає Айшу, яка зараз вагітна їхньою дитиною, до себе, Бішопа та Кетлін. Айша йде на прогулянку, хитрість піти й втопитися в річці Гудзон. Малік рятує її, і вони продовжують жити разом із новонародженою дитиною.

## Актори
- Анна Діоп — Айша
- Мішель Монаган — Емі
- Сінква Уоллс як Maлік
- Морган Спектор — Адам
- Роуз Декер — Роуз
- Леслі Уггамс у ролі Кетлін
- Зефані Ідоко — Саллей

Крім того, Оламід Кандід-Джонсон і Джаліл Камара ненадовго з'являються в ролях Маріату і Ламіна відповідно.

## Виробництво
13 квітня 2021 року було оголошено, що Нік'яту Джусу дебютує як режисерка із фільмом «Няня», сценаристкою якого також є вона. Фільм є частиною «Чорного списку» сценаріїв 2020 року, які не виходитимуть у кінотеатрах протягом цього календарного року. У червні 2021 року до акторського складу фільму приєдналися Анна Діоп, Мішель Монаган, Сінква Уоллс, Морган Спектор, Зефані Ідоко та Філісія Рашад. Філіцію Рашад змінила Леслі Уггамс перед початком виробництва.